# موش جنگلی گلدمن
موش جنگلی گلدمن (نام علمی: Neotoma goldmani) نام یک گونه از سرده موش کپه‌ساز است.